# Фролкин, Иван Тихонович
Иван Тихонович Фролкин (31 августа 1930 — 20 сентября 1999) — советский государственный и партийный деятель.

## Биография
Родился в с. Вячка Кирсановского района (ныне — Тамбовской области) в крестьянской семье. В 1955 году окончил Московскую ветеринарную академию. Работал в совхозе «Чкаловский» Дзержинского района Калужской области.
- в 1970—1976 первый секретарь Малоярославецкого РК КПСС
- в 1976—1979 заместитель председателя Калужского облисполкома
- с 15.01 1979 по 30.03.1989 председатель Калужского облисполкома.

Депутат Верховного Совета РСФСР (1980, 1985), делегат 26 съезда КПСС (1981).

## Награды
- Орден Трудового Красного Знамени (1980)